# New York Film Critics Circle Awards 1958
La 24ª edizione della cerimonia dei New York Film Critics Circle Awards si è tenuta il 24 gennaio 1959 ed ha premiato i migliori film usciti nel corso del 1958.

## Vincitori

### Miglior film
- La parete di fango (The Defiant Ones), regia di Stanley Kramer

### Miglior regista
- Stanley Kramer - La parete di fango (The Defiant Ones)

### Miglior attore protagonista
- David Niven - Tavole separate (Separate Tables)

### Miglior attrice protagonista
- Susan Hayward - Non voglio morire (I Want to Live!)

### Miglior sceneggiatura
- Nedrick Young ed Harold Jacob Smith - La parete di fango (The Defiant Ones)

### Miglior film in lingua straniera
- Mio zio (Mon oncle), regia di Jacques Tati • Francia/Italia